# 이치카와 라이조 (8대)
8대 이치카와 라이조(八代目市川雷藏, 1931년 8월 29일 ~ 1969년 7월 17일)는 일본의 가부키 배우 출신 영화 배우이다.

## 출연 작품
- 하나오카 세이슈의 아내 (1967)
- 나카노 스파이 학교 (1966)
- 검귀 (1965)